# Petar Požar
Petar Požar (Borovo Naselje, 1944. − Split, 2005.), bio je hrvatski novinar, povjesničar, prevoditelj, publicist, izdavač i urednik. Živio je i radio u Splitu, Zagrebu, Osijeku i Beogradu.

## Životopis
Rodio se je u Borovu Naselju. U Zagrebu je pohađao osnovnu školu i dio srednje škole, šesti razred Klasične gimnazije u Splitu, ostatak gimnazije dovršio je u Zagrebu. U Splitu je upisao Elektrotehnički fakultet na kojem je upisao semestar. Diplomirao je u Zagrebu na pravnom fakultetu. 
Pripadao je intelektualnoj eliti koja je postavila temelje časopisu Pravniku, čijim je urednikom bio od 1967. do 1968. godine.
Pisao je za brojne novine i revije. Uređivao je Studentski list, Glas Slavonije, Komunist, Slobodnu Dalmaciju i ine listove. Pisao je članke, reportaže, povijesne podlistke iz hrvatske prošlosti, komentare, vodio razgovore, povijesnu publicistiku i dr. Djela su mu prevedena na slovenski i makedonski. Preveo je i prilagodio djela s engleskog. Za mladež je priredio Alicu u zemlji čudesa, Ilijadu, Don Quijotea, Oca Goriota i Pripovijest o doktoru Dollitlu, mnogo zbirki pripovjedaka, pjesama, razne romane i drame. Sa suradnicima je sačinio hrvatsko-engleske i hrvatsko-talijanske rječnike. Autor je turističkih vodiča. Mnogo je pisao o Dioklecijanovoj palači.

## Djela
(izbor)
Napisao je knjige:
- Crvena tvrđava komunizma, 1982.
- Sporazum Hitler - Staljin, 1986.
- Jugoslaveni - žrtve staljinskih čistki, 1989.
- Hrvatska pravoslavna crkva u prošlosti i budućnosti, 1996.
- Jelsa: (općina), 2000.
- Tajna povijest rimskih papa, 2000.
- Leksikon povijesti novinarstva i publicistike, 2001.
- Znameniti i zaslužni Splićani te spomena vrijedne osobe u splitskoj povijesti (1700 godina), 2001.

Sastavio:
- Hrvatske pravice, 1990.

Uredio:
- Sveti Duje, 1991.
- Rječnik elektronike: englesko-hrvatski i hrvatsko-engleski, 1991.
- Hrvatske usmene priče, 1997.

Priredio:
- Rezolucija Informbiroa: prije i poslije, 1988.
- Ustaša: dokumenti o ustaškom pokretu, 1995.
- Ante Moškov, Pavelićevo doba, 1999.